# Дальняя Ласта
Дальняя Ласта (также Южная Ласта; от калм. Өмнк Уласта) — река в Калмыкии и Волгоградской области. Длина — 21,3 км, площадь водосбора — 197 км². (по данным государственного водного реестра — 19 и 162 соответственно). Протекает в Малодербетовском районе Калмыкии и Светлоярском районе Волгоградской области. Населённые пункты в долине реки отсутствуют.
Относится к Западно-Каспийскому бассейновому округу.

## Физико-географическая характеристика
Дальняя Ласта берёт начало в пределах Ергенинской возвышенности, в балке Журавлёва. От истока основное направление течения — с юго-запада на северо-восток, ниже устья балки Бугаева — с запада на восток, ниже устья балки Ялмата река поворачивает на юго-восток. Впадает в озеро Барманцак.
Как и других рек бессточной области Западно-Каспийского бассейна, основная роль в формировании стока Дальней Ласты принадлежит осадкам, выпадающим в холодную часть года. Вследствие значительно испарения в весенне-летний период роль дождевого питания невелика. Как правило, весь сток проходит весной в течение 30 — 50 дней, иногда этот срок сокращается до 10 дней. Среднегодовой расход воды — 0,22 м³/с. Объём годового стока — 6,83 млн м³.
По степени минерализации вода реки оценивается как пресная. Минерализация воды — 0,66 г/л, мутность — 28 мг/л. Забор воды из реки не осуществляется. Воды реки пригодны для хозяйственно-питьевого (с очисткой), бытового и рекреационного использования.

### Бассейн
- Дальняя Ласта
  - балка Озёрная (левая составляющая[6])
  - балка Каменная — (правая составляющая)[6]
  - балка Бугаева — (левая составляющая)[6]
  - балка Ялмата — (левая составляющая)[9]